# Iran aux Jeux olympiques d'été de 2012
L'Iran participe aux Jeux olympiques d'été de 2012 à Londres. Il s'agit de sa 16e participation aux Jeux olympiques d'été.

## Médaillés
| Sport                  | Discipline              | Athlète(s)               | Performance     | Date    |
| ---------------------- | ----------------------- | ------------------------ | --------------- | ------- |
| Médailles d'or : 7     |                         |                          |                 |         |
| Haltérophilie          | Plus de 105 kg hommes   | Behdad Salimi            | 455 kg          | 7 août  |
| Haltérophilie          | Moins de 105 kg hommes  | Navab Nasirshelal        | 411 kg          | 6 août  |
| Haltérophilie          | Moins de 94 kg hommes   | Saeid Mohammadpour       |                 | 4 août  |
| Lutte                  | Moins de 55 kg hommes   | Hamid Sourian            | 2-0 / 1-0       | 5 août  |
| Lutte                  | Moins de 60 kg hommes   | Omid Norouzi             | 1-0 / 1-0       | 6 août  |
| Lutte                  | Moins de 96 kg hommes   | Ghasem Rezaei            | 2-0 / 1-0       | 7 août  |
| Lutte                  | Moins de 120 kg hommes  | Komeil Ghasemi           | 4-0 / 0-1 / 1-0 | 11 août |
| Médaille d’argent : 5  |                         |                          |                 |         |
| Athlétisme             | Lancer du disque hommes | Ehsan Hadadi             | 68,18 m         | 7 août  |
| Haltérophilie          | Plus de 105 kg hommes   | Sajjad Anoushiravani     | 449 kg          | 3 août  |
| Haltérophilie          | Moins de 85 kg hommes   | Kianoush Rostami         | 380 kg          | 3 août  |
| Lutte                  | Moins de 74 kg hommes   | Sadegh Goudarzi          | 0-1 / 0-1       | 10 août |
| Taekwondo              | Moins de 68 kg hommes   | Mohammad Bagheri Motamed | 5 - 6           | 9 août  |
| Médaille de bronze : 1 |                         |                          |                 |         |
| Lutte                  | Moins de 84 kg hommes   | Ehsan Lashgari           | 3-2 / 3-0       | 11 août |

## Athlétisme
Hommes
Courses
| Athlète          | Épreuve      | Séries        | Séries | Quarts de finale | Quarts de finale | Demi-finales | Demi-finales | Finale   | Finale |
| Athlète          | Épreuve      | Résultat      | Rang   | Résultat         | Rang             | Résultat     | Rang         | Résultat | Rang   |
| ---------------- | ------------ | ------------- | ------ | ---------------- | ---------------- | ------------ | ------------ | -------- | ------ |
| Rohollah Askari  | 110 m haies  | 13 s 97       | 40e    | NC               | NC               | -            | -            | -        | -      |
| Reza Ghasemi     | 100 m        | exempt        | exempt | 10 s 31          | 34e              | -            | -            | -        | -      |
| Sajjad Hashemi   | 400 m        | 47 s 75       | 43e    | NC               | NC               | -            | -            | -        | -      |
| Sajjad Moradi    | 800 m        | 1 min 48 s 23 | 33e    | NC               | NC               | DSQ          | -            | -        | -      |
| Ebrahim Rahimian | 20 km marche | NC            | NC     | NC               | NC               | NC           | NC           | DNF      | -      |

Concours
| Athlète           | Épreuve           | Qualification | Qualification | Finale   | Finale                             |
| Athlète           | Épreuve           | Distance      | Rang          | Distance | Rang                               |
| ----------------- | ----------------- | ------------- | ------------- | -------- | ---------------------------------- |
| Mohammad Arzandeh | Saut en longueur  | 7,84 m        | 17e           | -        | -                                  |
| Ehsan Hadadi      | Lancer du disque  | 65,19 m       | 6e            | 68,18 m  | Médaille d'argent, Jeux olympiques |
| Kaveh Mousavi     | Lancer du marteau | 72,70 m       | 22e           | -        | -                                  |
| Amin Nikfar       | Lancer du poids   | 18,62 m       | 33e           | -        | -                                  |

Femmes
Concours
| Athlète      | Épreuve         | Qualification | Qualification | Finale   | Finale |
| Athlète      | Épreuve         | Distance      | Rang          | Distance | Rang   |
| ------------ | --------------- | ------------- | ------------- | -------- | ------ |
| Leila Rajabi | Lancer du poids | 17,55 m       | 21e           | -        | -      |

## Aviron
Hommes
| Athlète      | Compétition | Séries        | Séries | Repêchage     | Repêchage | Quarts de finale | Quarts de finale | Demi-finales  | Demi-finales         | Finales       | Finales       |
| Athlète      | Compétition | Temps         | Rang   | Temps         | Rang      | Temps            | Rang             | Temps         | Rang                 | Temps         | Rang          |
| ------------ | ----------- | ------------- | ------ | ------------- | --------- | ---------------- | ---------------- | ------------- | -------------------- | ------------- | ------------- |
| Mohsen Shadi | Skiff       | 7 min 27 s 42 | 6e     | 7 min 11 s 55 | 2e        | 7 min 32 s 72    | 6e               | 8 min 20 s 29 | 6e (Demi-finale C/D) | 7 min 31 s 42 | 4e (Finale D) |

Femmes
| Athlète        | Compétition | Séries        | Séries | Repêchage     | Repêchage | Quarts de finale | Quarts de finale | Demi-finales  | Demi-finales         | Finales       | Finales       |
| Athlète        | Compétition | Temps         | Rang   | Temps         | Rang      | Temps            | Rang             | Temps         | Rang                 | Temps         | Rang          |
| -------------- | ----------- | ------------- | ------ | ------------- | --------- | ---------------- | ---------------- | ------------- | -------------------- | ------------- | ------------- |
| Soulmaz Abbasi | Skiff       | 8 min 17 s 46 | 6e     | 8 min 05 s 99 | 2e        | 8 min 27 s 28    | 6e               | 8 min 30 s 74 | 6e (Demi-finale C/D) | 8 min 57 s 98 | 6e (Finale D) |

## Boxe
Hommes
| Athlète          | Compétition           | 1/16 de finale              | 1/8 de finale                   | Quarts de finale                 | Demi-finales        | Finale              |
| Athlète          | Compétition           | Adversaire Résultat         | Adversaire Résultat             | Adversaire Résultat              | Adversaire Résultat | Adversaire Résultat |
| ---------------- | --------------------- | --------------------------- | ------------------------------- | -------------------------------- | ------------------- | ------------------- |
| Amin Ghasemipour | Welters (-69 kg)      | Gabriel Maestre (VEN) 8-13  | –                               | –                                | –                   | –                   |
| Ali Mazaheri     | Lourds (-91 kg)       | NC                          | José Larduet (CUB) DSQ          | –                                | –                   | –                   |
| Ehsan Rouzbahani | Mi-lourds (-81 kg)    | Jeysson Monroy (COL) 12-10  | Bahram Muzaffer (TUR) 18-12     | Adilbek Niyazymbetov (KAZ) 10-13 | –                   | –                   |
| Mehdi Tolouti    | Super-légers (-64 kg) | Jonathan Alonso (ESP) 16-12 | Daniyar Yeleussinov (KAZ) 10-19 | –                                | –                   | –                   |

## Canoë-kayak

### Course en ligne
Le Canada a qualifié les bateaux suivants pour les épreuves de course en ligne :
| Athlète             | Compétition  | Éliminatoires  | Éliminatoires | Demi-finales | Demi-finales | Finale A | Finale A | Finale B | Finale B |
| Athlète             | Compétition  | Temps          | Rang          | Temps        | Rang         | Temps    | Rang     | Temps    | Rang     |
| ------------------- | ------------ | -------------- | ------------- | ------------ | ------------ | -------- | -------- | -------- | -------- |
| Ahmad Reza Talebian | K1 – 1 000 m | 3 min 39 s 504 | 6e            | –            | –            | –        | –        | –        | –        |

| Athlète                | Compétition | Éliminatoires  | Éliminatoires | Demi-finales   | Demi-finales | Finale A | Finale A | Finale B | Finale B |   |
| Athlète                | Compétition | Temps          | Rang          | Temps          | Rang         | Temps    | Rang     | Temps    | Rang     |   |
| ---------------------- | ----------- | -------------- | ------------- | -------------- | ------------ | -------- | -------- | -------- | -------- | - |
| Arezou Hakimimoghaddam | K1 – 200 m  | 44 s 576       | 6e            | –              | –            | –        | –        | –        | –        |   |
| Arezou Hakimimoghaddam | K1 – 500 m  | 1 min 58 s 598 | 6e            | 1 min 54 s 120 | –            | –        | –        | –        | –        | – |

## Cyclisme

### Cyclisme sur route
En cyclisme sur route, l'Iran a qualifié trois hommes, dont un participe à la course en ligne et au contre-la-montre et aucune femme.
| Athlète       | Compétition             | Temps          | Rang |
| ------------- | ----------------------- | -------------- | ---- |
| Alireza Haghi | Course en ligne hommes  | DNS            | -    |
| Alireza Haghi | Contre-la-montre hommes | 57 min 41 s 44 | 36e  |
| Mahdi Sohrabi | Course en ligne hommes  | Hors délais    | -    |
| Amir Zargari  | Course en ligne hommes  | DNS            | -    |

## Escrime
Hommes
| Athlète         | Compétition      | 1/32 de finale            | 1/16 de finale   | 1/8 de finale    | Quarts de finale | Demi-finales     | Finale           | Finale |
| Athlète         | Compétition      | Adversaire Score          | Adversaire Score | Adversaire Score | Adversaire Score | Adversaire Score | Adversaire Score | Rang   |
| --------------- | ---------------- | ------------------------- | ---------------- | ---------------- | ---------------- | ---------------- | ---------------- | ------ |
| Mojtaba Abedini | Sabre individuel | Florin Zalomir (ROU) 7-15 | -                | -                | -                | -                | -                | -      |

## Haltérophilie
| Athlète              | Compétition | Arraché  | Arraché | Épaulé-jeté | Épaulé-jeté | Total | Rang                                |
| Athlète              | Compétition | Résultat | Rang    | Résultat    | Rang        | Total | Rang                                |
| -------------------- | ----------- | -------- | ------- | ----------- | ----------- | ----- | ----------------------------------- |
| Sajjad Anoushiravani | +105 kg     | 204      | 3e      | 245         | 3e          | 449   | Médaille d'argent, Jeux olympiques  |
| Behdad Salimi        | +105 kg     | 208      | 1er     | 247         | 1er         | 455   | Médaille d'or, Jeux olympiques      |
| Saeid Mohammadpour   | -94 kg      | 183      | 4e      | 219         | 6e          | 402   | 5e                                  |
| Sohrab Moradi        | -85 kg      | DNF      | -       | -           | -           | -     | -                                   |
| Kianoush Rostami     | -85 kg      | 171      | 5e      | 209         | 4e          | 380   | Médaille de bronze, Jeux olympiques |
| Navab Nasirshelal    | -105 kg     | 184      | 4e      | 227         | 1er         | 411   | Médaille d'argent, Jeux olympiques  |

## Judo
| Athlète               | Compétition           | 1/16 de finale                          | 1/8 de finale       | Quarts de finale    | Demi-finales        | Repêchage 1         | Repêchage 2         | Finale              | Finale |
| Athlète               | Compétition           | Adversaire Résultat                     | Adversaire Résultat | Adversaire Résultat | Adversaire Résultat | Adversaire Résultat | Adversaire Résultat | Adversaire Résultat | Rang   |
| --------------------- | --------------------- | --------------------------------------- | ------------------- | ------------------- | ------------------- | ------------------- | ------------------- | ------------------- | ------ |
| Mohammad Reza Roudaki | Plus de 100 kg hommes | Battu par El Mehdi Malki (MAR)0000/0100 | -                   | -                   | -                   | -                   | -                   | -                   | -      |

## Lutte
| Athlète             | Compétition     | Qualification                            | Huitièmes de finale                    | Quarts de finale                   | Demi-finales                               | Repêchage 1         | Repêchage 2                        | Finale                                  | Finale                              |
| Athlète             | Compétition     | Adversaire Résultat                      | Adversaire Résultat                    | Adversaire Résultat                | Adversaire Résultat                        | Adversaire Résultat | Adversaire Résultat                | Adversaire Résultat                     | Rang                                |
| ------------------- | --------------- | ---------------------------------------- | -------------------------------------- | ---------------------------------- | ------------------------------------------ | ------------------- | ---------------------------------- | --------------------------------------- | ----------------------------------- |
| Lutte gréco-romaine |                 |                                          |                                        |                                    |                                            |                     |                                    |                                         |                                     |
| Saeid Abdevali      | Moins de 66 kg  | exempt                                   | Bat Atakan Yüksel (TUR) 3-0            | Battu par Steeve Guénot (FRA) 0-3  | –                                          | –                   | –                                  | –                                       | –                                   |
| Habibollah Akhlaghi | Moins de 84 kg  | Battu par Pablo Shorey (CUB) 1-3         | –                                      | –                                  | –                                          | –                   | –                                  | –                                       | –                                   |
| Bashir Babajanzadeh | Moins de 120 kg | Bat Ali Nadhim (IRQ) 3-0                 | Bat Yury Patrikeyev (ARM) 3-1          | Battu par Johan Eurén (SWE) 0-3    | –                                          | –                   | –                                  | –                                       | –                                   |
| Omid Norouzi        | Moins de 60 kg  | Bat Sheng Jiang (CHN) 3-1                | Bat Ivo Angelov (BUL) 3-0              | Bat Almat Kebispayev (KAZ) 3-1     | Bat Ryutaro Matsumoto (JPN) 3-0            | –                   | –                                  | Bat Revaz Lashkhi (JPN) 3-0             | Médaille d'or, Jeux olympiques      |
| Ghasem Rezaei       | Moins de 96 kg  | exempt                                   | Bat Cenk İldem (TUR) 3-1               | Bat Artur Aleksanyan (ARM) 3-0     | Bat Yunior Estrada (CUB) 3-0               | –                   | –                                  | Bat Rustam Totrov (RUS) 3-0             | Médaille d'or, Jeux olympiques      |
| Hamid Sourian       | Moins de 55 kg  | exempt                                   | Bat Arsen Eraliev (KGZ) 3-1            | Bat Péter Módos (HUN) 3-0          | Bat Håkan Nyblom (DEN) 3-0                 | –                   | –                                  | Bat Rovshan Bayramov (AZE) 3-0          | Médaille d'or, Jeux olympiques      |
| Lutte libre         |                 |                                          |                                        |                                    |                                            |                     |                                    |                                         |                                     |
| Masoud Esmaeilpour  | Moins de 60 kg  | Bat Guillermo Torres Cervantes (MEX) 3-1 | Bat Dauren Zhumagaziyev (KAZ) 3-1      | Battu par Besik Kudukhov (RUS) 1-3 | –                                          | –                   | Battu par Yogeshwar Dutt (IND) 1-3 | –                                       | –                                   |
| Komeil Ghasemi      | Moins de 120 kg | exempt                                   | Bat Arjan Bhullar (CAN) 3-0            | Battu par Artur Taymazov (UZB) 0-3 | –                                          | –                   | Bat Nick Matuhin (GER) 3-0         | Bat Tervel Dlagnev (USA) 3-1            | Médaille de bronze, Jeux olympiques |
| Sadegh Goudarzi     | Moins de 74 kg  | exempt                                   | Bat Kiril Terziev (PUR) 3-1            | Bat Soslan Tigiev (UZB) 3-1        | Bat Gábor Hatos (HUN) 3-0                  | –                   | –                                  | Bat Jordan Burroughs (USA) 0-3          | Médaille d'argent, Jeux olympiques  |
| Ehsan Lashgari      | Moins de 84 kg  | Bat Yermek Baiduashov (KAZ) 3-0          | Bat Gadzhimurad Nurmagomedov (ARM) 5-0 | Bat Anzor Urishev (RUS) 3-1        | Battu par Sharif Sharifov (AZE) 1-3        | -                   | -                                  | Bat İbrahim Bölükbaşı (TUR) 3-1         | Médaille de bronze, Jeux olympiques |
| Hassan Rahimi       | Moins de 55 kg  | Bat Bayaraagiin Naranbaatar (MGL) 3-0    | Battu par Amit Kumar (IND) 1-3         | –                                  | –                                          | –                   | –                                  | –                                       | –                                   |
| Mehdi Taghavi       | Moins de 66 kg  | Battu par Liván López (CUB) 1-3          | –                                      | –                                  | –                                          | –                   | –                                  | –                                       | –                                   |
| Reza Yazdani        | Moins de 96 kg  | exempt                                   | Bat Abdusalam Gadisov (RUS) 3-1        | Bat Magomed Musaev (KGZ) 3-1       | Battu par Valerii Andriitsev (UKR) Abandon | -                   | -                                  | Battu par Khetag Gazyumov (AZE) Abandon | 4e                                  |

## Natation
| Athlète           | Épreuve          | Séries  | Séries | Demi-finales | Demi-finales | Finale | Finale |
| Athlète           | Épreuve          | Temps   | Rang   | Temps        | Rang         | Temps  | Rang   |
| ----------------- | ---------------- | ------- | ------ | ------------ | ------------ | ------ | ------ |
| Mohammed Bidarian | 100 m nage libre | 52 s 93 | 42e    | -            | -            | -      | -      |

## Taekwondo
Hommes
| Athlète                  | Compétition | Huitièmes de finale      | Quarts de finale          | Demi-finales                | Repêchage 1         | Repêchage 2         | Finale                   | Finale                             |
| Athlète                  | Compétition | Adversaire Résultat      | Adversaire Résultat       | Adversaire Résultat         | Adversaire Résultat | Adversaire Résultat | Adversaire Résultat      | Rang                               |
| ------------------------ | ----------- | ------------------------ | ------------------------- | --------------------------- | ------------------- | ------------------- | ------------------------ | ---------------------------------- |
| Mohammad Bagheri Motamed | -68 kg      | David Boui (CAF) 7-2     | Rohullah Nikpai (AFG) 5-4 | Diogo Silva (es) (BRA) 5*-5 | –                   | –                   | Servet Tazegül (TUR) 5-6 | Médaille d'argent, Jeux olympiques |
| Yousef Karami            | -80 kg      | Nicolás García (ESP) 2-8 | -                         | -                           | -                   | -                   | -                        | -                                  |

Femmes
| Athlète             | Compétition | Huitièmes de finale     | Quarts de finale    | Demi-finales        | Repêchage 1         | Repêchage 2         | Finale              | Finale |
| Athlète             | Compétition | Adversaire Résultat     | Adversaire Résultat | Adversaire Résultat | Adversaire Résultat | Adversaire Résultat | Adversaire Résultat | Rang   |
| ------------------- | ----------- | ----------------------- | ------------------- | ------------------- | ------------------- | ------------------- | ------------------- | ------ |
| Sousan Hajipourgoli | -67 kg      | Carmen Marton (AUS) 4-5 | -                   | -                   | -                   | -                   | -                   | -      |

## Tennis de table
Hommes
| Athlète        | Compétition | Tour préliminaire | 1er tour                                           | 2e tour                                                             | 3e tour                                                  | 4e tour          | Quarts de finale | Demi-finales     | Finale           | Finale |
| Athlète        | Compétition | Adversaire Score  | Adversaire Score                                   | Adversaire Score                                                    | Adversaire Score                                         | Adversaire Score | Adversaire Score | Adversaire Score | Adversaire Score | Rang   |
| -------------- | ----------- | ----------------- | -------------------------------------------------- | ------------------------------------------------------------------- | -------------------------------------------------------- | ---------------- | ---------------- | ---------------- | ---------------- | ------ |
| Noshad Alamian | Simple      | exempt            | Bat Justin Han (AUS) 4-0 (11-5, 11-7, 11-7, 13-11) | Bat Tang Peng (HKG) 4-3 (11-8, 11-5, 7-11, 11-9, 8-11, 5-11, 12-10) | Battu par Timo Boll (GER) 0-4 (8-11, 5-11, 10-12, 10-12) | -                | -                | -                | -                | -      |

Femmes
| Athlète         | Compétition | Tour préliminaire                                                                   | 1er tour         | 2e tour          | 3e tour          | 4e tour          | Quarts de finale | Demi-finales     | Finale           | Finale |
| Athlète         | Compétition | Adversaire Score                                                                    | Adversaire Score | Adversaire Score | Adversaire Score | Adversaire Score | Adversaire Score | Adversaire Score | Adversaire Score | Rang   |
| --------------- | ----------- | ----------------------------------------------------------------------------------- | ---------------- | ---------------- | ---------------- | ---------------- | ---------------- | ---------------- | ---------------- | ------ |
| Neda Shahsavari | Simple      | Battue par Olufunke Oshonaike (NGR) 3-4 (13-11, 8-11, 8-11, 11-9, 4-11, 11-5, 3-11) | -                | -                | -                | -                | -                | -                | -                | -      |

## Tir
Hommes
| Athlète             | Compétition                  | Qualification | Qualification | Finale | Finale | Total  | Total |
| Athlète             | Compétition                  | Points        | Rang          | Points | Rang   | Points | Rang  |
| ------------------- | ---------------------------- | ------------- | ------------- | ------ | ------ | ------ | ----- |
| Ebrahim Barkhordari | Pistolet à 10 m air comprimé | 569           | 33e           | -      | -      | -      | -     |
| Ebrahim Barkhordari | Pistolet à 50 m              | 552           | 27e           | -      | -      | -      | -     |

Femmes
| Athlète            | Compétition                  | Qualification      | Qualification | Finale | Finale | Total  | Total |
| Athlète            | Compétition                  | Points             | Rang          | Points | Rang   | Points | Rang  |
| ------------------ | ---------------------------- | ------------------ | ------------- | ------ | ------ | ------ | ----- |
| Elaheh Ahmadi      | Carabine à 10 m air comprimé | 397 (Barrage : 52) | 5e            | 102,1  | 6e     | 499,1  | 6e    |
| Elaheh Ahmadi      | Carabine 50 m 3 positions    | 567                | 43e           | -      | -      | -      | -     |
| Mahlagha Jambozorg | Carabine à 10 m air comprimé | 391                | 43e           | -      | -      | -      | -     |
| Mahlagha Jambozorg | Carabine 50 m 3 positions    | 581                | 14e           | -      | -      | -      | -     |

## Tir à l'arc
| Athlète       | Compétition       | Tour préliminaire | Tour préliminaire | 1er tour                                                   | 2e tour          | 3e tour          | Quarts de finale | Demi-finales     | Finale           | Finale |
| Athlète       | Compétition       | Score             | Rang              | Adversaire Score                                           | Adversaire Score | Adversaire Score | Adversaire Score | Adversaire Score | Adversaire Score | Rang   |
| ------------- | ----------------- | ----------------- | ----------------- | ---------------------------------------------------------- | ---------------- | ---------------- | ---------------- | ---------------- | ---------------- | ------ |
| Milad Vaziri  | Individuel hommes | 662               | 39                | Eduardo Vélez (MEX) (26) 1-7 (25-25, 26-28, 28-29, 26-29)  | -                | -                | -                | -                | -                | -      |
| Zahra Dehghan | Individuel femmes | 614               | 55                | Mariana Avitia (MEX) (10) 2-6 (28-28, 20-26, 27-27, 24-27) | -                | -                | -                | -                | -                | -      |